# Kublai Khan
Kublai Khan ou Cublai Cã (em mongol: Хубилай хаан; romaniz.: Khubilai; em chinês: 忽必烈, pinyin: Hūbìliè; 23 de setembro de 1215 – Pequim, 18 de fevereiro de 1294) foi o quinto grão-cã do Império Mongol, de 1260 a 1294, e o fundador da dinastia Yuan, que dominou grande parte da Ásia Oriental. Como segundo filho de Tolui e Sorcaquetani, e neto de Gengis Khan, reclamou para si o título de grão-cã do Império Mongol em 1260, após a morte de seu irmão mais velho, Mangu Khan, no ano anterior, embora seu irmão mais novo, Arigue Buga, também tivesse recebido este título na capital mongol de Caracórum. Eventualmente saiu vitorioso da disputa contra Arigue Buga, em 1264, e a guerra de sucessão que se seguiu essencialmente marcou o início da fragmentação do império. O poder real de Kublai ficou limitado à China e à Mongólia após a vitória sobre Arigue Buga, embora sua influência ainda tenha permanecido grande no Ilcanato e, em menor escala, na Horda Dourada, as regiões ocidentais do Império Mongol. Seu reino se estendeu do Oceano Pacífico até os Urais, e da Sibéria até o Afeganistão - mais da metade do atual continente asiático.
Em 1271 fundou a dinastia Yuan, que dominava os territórios atualmente ocupados pela Mongólia, Tibete, Turquestão Oriental, o norte da China e boa parte da China ocidental, bem como algumas áreas adjacentes, assumindo para si o título de Imperador da China. Em 1279, as forças Yuan aniquilaram com sucesso a última resistência da dinastia Song, e Kublai se tornou o primeiro imperador não chinês a conquistar toda a China, e o único cã mongol a realizar grandes conquistas depois de 1260. Como o imperador mongol que recebeu o viajante veneziano Marco Polo à China, Kublai Khan se tornou uma lenda na Europa.

## Juventude
Kublai, nascido em 23 de setembro de 1215, foi o segundo filho de Tolui e Sorcaquetani; seguindo conselho de seu avô, Gengis Khan, sua mãe, Sorcaquetani, escolheu como ama de seu filho, uma mulher tangute budista que posteriormente foi muito homenageada por Kublai.
Ao retornar para sua terra natal, após a conquista do Império Corásmio, Gengis Khan executou a cerimônia da primeira caça com seus netos Mangu e Kublai, em 1224, próximo ao rio Ili. Kublai tinha então nove anos de idade, e, juntamente com seu irmão mais velho, tinha matado um coelho e um antílope. Seu avô passou gordura dos animais mortos sobre o dedo médio de Kublai, segundo a tradição mongol.
Em 1236, após a Guerra Mongol-Jim, Oguedai concedeu a província de Hebei (juntamente com seus 80 mil domicílios) à família de Tolui, que morrera em 1232. Kublai recebeu um território próprio, com 10 mil residências. Por sua falta de experiência, concedeu às autoridades locais liberdade total; a corrupção entre seus funcionários e uma política agressiva de impostos provocou a fuga de grandes números de camponeses chineses, o que levou a uma queda na arrecadação fiscal. Kublai rapidamente retornou a Hebei e ordenou diversas reformas. Sorcaquetani despachou novos funcionários para auxiliá-la, e as leis fiscais foram revistas. Graças a estes esforços, as pessoas começaram a retornar para seus lares.
O componente mais destacado e, talvez, o mais influente, da juventude de Kublai Khan foi o seu estudo e sua forte atração pela cultura chinesa contemporânea. Kublai convidou Haiyun, o principal monge budista do norte da China, para seu ordo, na Mongólia; ao conhecê-lo em Caracórum, no ano de 1242, Kublai o interrogou sobre a filosofia do budismo. Haiyun batizou o filho de Kublai, nascido em 1243, de Zhenjin ("Ouro Verdadeiro", em chinês). Haiyun também apresentou a Kublai outro monge budista, ex-taoísta, Liu Bingzhong. Liu era pintor, calígrafo, poeta e matemático, e se tornou conselheiro de Kublai quando Haiyun voltou para seu templo, localizado na região da Pequim atual. Kublai logo adicionou um acadêmico de Xanxim chamado Zhao Bi ao seu círculo. Kublai também cercou-se de pessoas de diversas nacionalidades, ansioso por balancear adequadamente os interesses mongóis, turcomanos, locais e imperiais.

## Vice-rei do grão-cã no norte da China
Em 1251, seu irmão mais velho, Mangu Khan, tornou-se cã do Império Mongol, e Kublai, juntamente com o corásmio Mamude Ialavache, foi enviado à China. Lá, recebeu o cargo de vice-rei do norte do país, e transferiu seu ordo (palácio) para a região central da Mongólia Interior. Durante seus anos no cargo, Kublai administrou habilmente seu território, impulsionando a agricultura de Honã e aumentando os gastos em serviços sociais, após receber Xian. Estas atitudes lhe trouxeram grande aprovação dos senhores de guerra chineses, e foram essenciais na formação da dinastia Yuan. Em 1252, Kublai criticou Mamude Ialavache, que nunca havia sido visto favoravelmente pelos seus companheiros chineses, pela execução de alguns suspeitos que ele tinha detido; Zhao Bi também o atacou por sua suposta atitude de presunção com o imperador. Contando ainda com a resistência dos altos funcionários chineses, treinados no confucionismo, a Ialavache, Mangu acabou por demiti-lo.
Em 1253 Kublai recebeu ordens de atacar Iunã, e pediu ao Reino de Dali que se rendesse às suas forças. A família dominante, Gao, resistiu, e assassinou os enviados diplomáticos mongóis. As tropas mongóis então se dividiram em três; uma ala se dirigiu a leste, à bacia do Sujuão. Outra coluna, sob o comando do filho de Subotai, Uryankhadai, avançou por um caminho difícil, no interior das montanhas do Sujuão ocidental. Já o próprio Kublai rumou com alguns soldados para o sul, pelas pradarias, até se encontrar com a primeira coluna. Enquanto Uryankhadai galopava ao longo da margem do rio, vindo pelo norte, Kublai tomava a capital inimiga, Dali, poupando a vida dos residentes apesar do assassinato de seus enviados. Os mongóis indicaram o rei Duan Xingzhi como soberano local, e estacionaram na região uma comissão pacificadora. Com a partida de Kublai, eclodiram distúrbios, que duraram até 1256, quando Uryankhadai pacificou Yunnan.
Kublai foi atraído pelas habilidades dos monges tibetanos como curandeiros. Em 1253 trouxe Phagspa Lama, um membro da ordem Sakya, para o seu convívio; Phagspa deu a Kublai e sua esposa, Chabi (Chabui) uma iniciação no budismo tântrico. Kublai indicou Lian Xixian (1231-1280), um uigur, para chefiar sua Comissão de Pacificação, em 1254. Alguns funcionários, com inveja do sucesso de Kublai, passaram a espalhar rumores de que ele estaria com uma ideia exacerbada de si mesmo, sonhando com seu próprio império ao competir com a própria capital de Mangu, Caracórum. O grão-cã mandou dois coletores de impostos, Alandar (amigo pessoal de Arigue Buga e governador no norte da China) e Liu Taiping, para fazerem uma auditoria com os funcionários de Kublai, em 1257. Encontraram diversos problemas, entre elas 142 violações de regulamento; diversos funcionários chineses foram acusados, alguns chegaram a ser executados, e a nova Comissão de Pacificação de Kublai foi extinta. Kublai enviou uma embaixada de dois homens, com suas esposas, e em seguida foi apelar pessoalmente a Mangu, como irmão. Mangu perdoou-o publicamente, e ambos se reconciliaram.
Neste período os taoístas aproveitaram-se de suas riquezas e status social elevado para se apropriar dos templos budistas; Mangu exigiu que os taoístas interrompessem imediatamente esta política de combate ao budismo, e ordenou a Kublai que colocasse um fim à esta disputa entre o clero das duas religiões em seu território. Kublai convocou uma conferência entre os líderes das duas fés no início de 1258; nela, as exigências taoístas foram declaradas oficialmente como inválidas, e Kublai converteu à força todos os seus 237 templos para o budismo, destruindo todas as cópias de 'textos fraudulentos'.
Em 1258, Mangu colocou Kublai no comando do Exército Oriental, e pediu que o auxiliasse a atacar Sujuão. Por sofrer de gota, o próprio Kublai recebeu permissão para ficar, porém insistiu em ajudar pessoalmente o irmão. Antes que Kublai pudesse chegar a seu auxílio, no entanto, em 1259, Mangu morreu. Kublai manteve em segredo a notícia e deu sequência ao ataque à cidade de Uane, perto do rio Azul. Quando suas tropas estavam fazendo o cerco de Wuchang, o filho de Subotai, Uryankhadai, juntou-se a ele.

## Ascensão ao trono e guerra civil

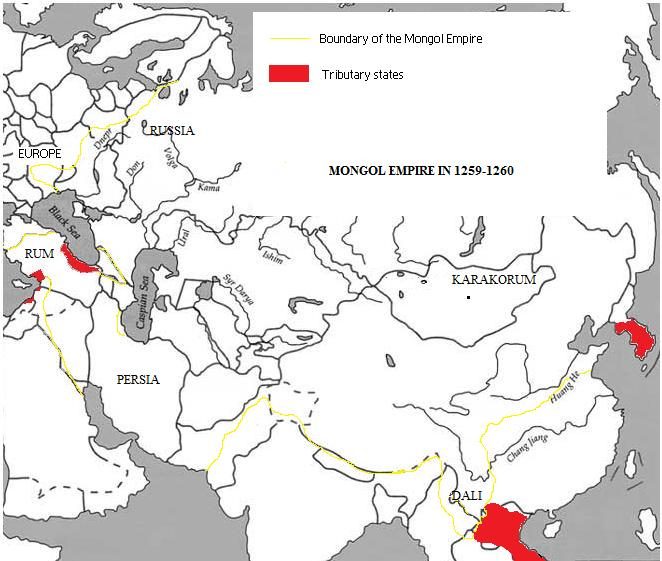
Império Mongol entre 1259-60

O ministro da dinastia Song, Jia Sidao, abordou Kublai com uma proposta secreta, oferecendo o pagamento de um tributo anual de 200 mil taels de prata e 200 mil peças de seda, em troca dos mongóis definirem o rio Azul como a fronteira entre as duas nações. Kublai a princípio recusou a proposta, porém acabou chegando a um acordo de paz com Jia Sidao, recuando rumo ao norte, até as planícies da Mongólia, após receber uma mensagem de sua esposa que lhe dizia que seu irmão mais novo, Arigue Buga, estava juntando suas tropas.
Logo recebeu a notícia de que Buga havia realizado um curultai (assembleia de líderes) na capital imperial mongol de Caracórum, onde foi nomeado grão-cã pelos antigos ministros de Mangu. A maioria dos descendentes de Gengis Khan apoiava Arigue Buga para o cargo; seus dois irmãos, no entanto, Kublai e Hulegu, se opunham. Os funcionários chineses de Kublai o encorajaram a assumir o trono, e virtualmente todos os principais príncipes do norte da China e da Manchúria anunciaram o seu apoio a ele. Ao retornar para seus territórios, Kublai convocou seu próprio curultai. Somente um pequeno número de pessoas do Borjiguim, a família real de Gengis Khan, apoiava as ambições de Kublai ao trono; ainda assim, o pequeno número de indivíduos que compareceu à reunião, incluindo representantes de todas as linhagens dos Borjiguim (exceto a de Jochi), proclamou-o grão-cã em 15 de abril de 1260.
Isto levou a um conflito militar entre Kublai e seu irmão mais novo, que resultou na eventual destruição da capital mongol de Caracórum. Em Xianxim e Sujuão, o exército de Mangu deu apoio às tropas de Buga; Kublai despachou Lian Xixian e seus homens para os dois territórios, onde executaram o administrador civil de Arigue Buga, Liu Taiping, o que atraiu para o seu lado diversos generais até então indecisos. Para consolidar o fronte sul, Kublai tentou uma solução diplomática, despachando enviados para Hancheu; Jia, no entanto, quebrou sua promessa e prendeu-os. Kublai então enviou Abisca como novo cã para o Canato de Chagatai. Arigue Buga capturou Abisca, juntamente com dois outros príncipes e 100 homens, colocando em seu lugar como cã local um homem de sua confiança, Algu. Ocorreu então o primeiro confronto armado direto entre Arigue Buga e Kublai. Buga saiu derrotado e seu comandante, Alandar, morreu em combate; como vingança, Arigue Buga executou Abisca. Kublai interrompeu o fornecimento de alimentos para Caracórum, com o auxílio de seu primo Cadã, filho de Oguedai Khan; a cidade rapidamente se entregou ao enorme exército de Kublai, porém em 1261 Arigue Buga conseguiu reconquistá-la temporariamente, com a partida de Kublai. Durante a guerra contra Arigue Buga, o governador de Yizhou, Li Tan, liderou uma revolta contra o domínio mongol, em fevereiro de 1262. Ao ouvir notícias desta rebelião, Kublai ordenou que seu chanceler, Shi Tianze, juntamente com Shi Shi, liderasse as forças contra Li Tan. Os dois exércitos esmagaram a revolta de Li Tan em poucos meses, e executaram o seu líder. A execução também foi o destino de Wang Wentong, sogro de Li Tan e administrador-chefe do Zhongshusheng ("Departamento do Governo Central") indicado pelo próprio Kublai no início do seu reinado, e um dos chineses de etnia han em que Kublai mais confiava. O incidente despertou em Kublai Khan a partir de então uma desconfiança muito forte dos hãs; após tornar-se imperador, Kublai deu início a um processo de banimento de todos os títulos e privilégios dos senhores de guerra han.
O cã de Chagatai, Algu, declarou sua lealdade a Kublai Khan, derrotando uma expedição punitiva enviada contra ele por Arigue Buga em 1262. O ilcã Hulegu também se aliou a Kublai, criticando Buga, que eventualmente se rendeu a Kublai Khan em Xanadu, no dia 21 de agosto de 1264. Os soberanos dos canatos ocidentais finalmente reconheceram a realidade da vitória de Kublai, e seu domínio sobre toda a Mongólia. Quando Kublai os convocou para a realização de outro curultai, Algu Khan exigiu de Kublai segurança para seu retorno da ilegalidade. Apesar das tensões entre ambos, tanto Hulegu quanto Berque, cã do Canato da Horda Dourada, aceitaram inicialmente o convite de Kublai Khan, embora tenham posteriormente se recusado a comparecer à assembleia. Kublai Khan, embora tenha perdoado Arigue Buga pessoalmente, executou os principais partidários de seu irmão mais novo.

## Reinado

### grão-cã do Império Mongol
As mortes em condições suspeitas de três príncipes de Jochi a serviço de Hulegu, o saque de Bagdá, e a distribuição desigual dos butins de guerra desgastaram as relações do Ilcanato com a Horda Dourada. Em 1262, após Hulegu aniquilar totalmente as tropas de Jochi e declarar seu apoio a Kublai no conflito com Arigue Buga deu início à guerra declarada contra a Horda Dourada. O grão-cã Kublai reforçou Hulegu com 30 mil jovens mongóis, visando estabilizar as crises políticas que assolavam as regiões ocidentais do Império Mongol. Assim que Hulegu morreu, em 8 de fevereiro de 1264, Berque iniciou uma marcha rumo a Tiflis, para conquistar o Ilcanato, porém morreu no caminho. Poucos meses depois destas mortes, Algu Khan, do Canato de Chagatai, também morreu. Na nova versão oficial da história da família, Kublai Khan recusou-se a escrever o nome de Berque como cã da Horda Dourada, devido a seu apoio a Arigue Buga e às guerras contra Hulegu; a família de Jochi, no entanto, foi reconhecida integralmente como legítimos membros da família.
Kublai confirmou Abaca como novo ilcã e Mangu Temir, neto de Batu Khan, como cã da Horda Dourada. Os partidários de Kublai no leste mantiveram a suserania sobre os ilcãs até o fim de seu regime; Kublai também enviou seu protegido, Baraque Cã, para derrubar a corte da oirate Organa, imperatriz do Canato de Chagatai, que havia instaurado no trono seu jovem filho, Mubaraque Xá, após a morte de seu marido, em 1265, sem obter a permissão de Kublai. O príncipe Caidu, da Casa de Oguedai, recusou-se a comparecer pessoalmente à corte de Kublai; este então instigou Baraque a atacá-lo. Baraque começou então a expandir seu reino rumo ao norte, combatendo Caidu e os membros da Casa de Jochi após este obter o poder em 1266. Também expulsou o supervisor do grão-cã da bacia do Tarim. Quando Caidu e Mangu Temir o derrotaram de maneira conjunta, Baraque iniciou uma aliança com a Casa de Oguedai e a Horda Dourada, contra Kublai, no leste, e Abaca, no oeste. Sabiamente, no entanto, Mangu Temir não se envolveu em qualquer expedição militar contra o império do grão-cã. Os exércitos da Pérsia mongol derrotaram as forças invasoras de Baraque em 1269, e quando ele morreu no ano seguinte Caidu assumiu o comando do Canato de Chagatai.
Enquanto isso, Kublai estabilizou o domínio mongol da Coreia mobilizando-se para outra invasão mongol, após indicar Wonjong (r. 1260–1274) como o novo rei Goryeo, em 1259, em Kanghwa, e forçou os dois líderes da Horda Dourada e do Ilcanato a iniciarem uma trégua, apesar dos interesses da Horda no Oriente Médio e no Cáucaso. Convocou dois engenheiros iraquianos especialistas em cercos do Ilcanato para destruir as fortalezas da China Song. Após a queda de Xiangyang em 1273, Aju e Liu Zheng, comandantes de Kublai, lhe propuseram uma campanha final de aniquilação contra a dinastia Song, e Kublai nomeou Bayan como comandante supremo. Assim, Kublai ordenou a Mangu Temir que revisasse o segundo censo da Horda Dourada, visando assim obter mantimentos e homens para sua conquista da China. O censo teve lugar em todas as partes da Horda Dourada, incluindo Esmolensco e Vitebsco, em 1274-75. Os cãs também enviaram Nogai aos Bálcãs para fortalecer a influência mongol ali.
Quando o grão-cã Kublai renomeou o regime mongol na China para Dai Yuan, em 1271, ele visava sinicizar sua imagem como Imperador da China, visando ganhar o controle de milhões de chineses. Ao mover sua sede de governo para Cambalique ou Dadu (atual Pequim), houve uma revolta na antiga capital, Caracórum, estancada com muita dificuldade. Seus atos foram condenados pelos tradicionalistas, e seus críticos ainda o acusavam de ter relações muito estreitas com a cultura chinesa, enviando-lhe uma mensagem: "Os antigos costumes de nosso Império não são os mesmos das leis chinesas... O que acontecerá com os antigos costumes?". Até mesmo Caidu passou a atrair as elites dos outros canatos mongóis, declarando-se um herdeiro legítimo ao trono, no lugar de Kublai, que havia se afastado dos costumes de Gengis Khan. As deserções de partidários da dinastia de Kublai lotaram as fileiras dos partidários da Casa de Oguedai.

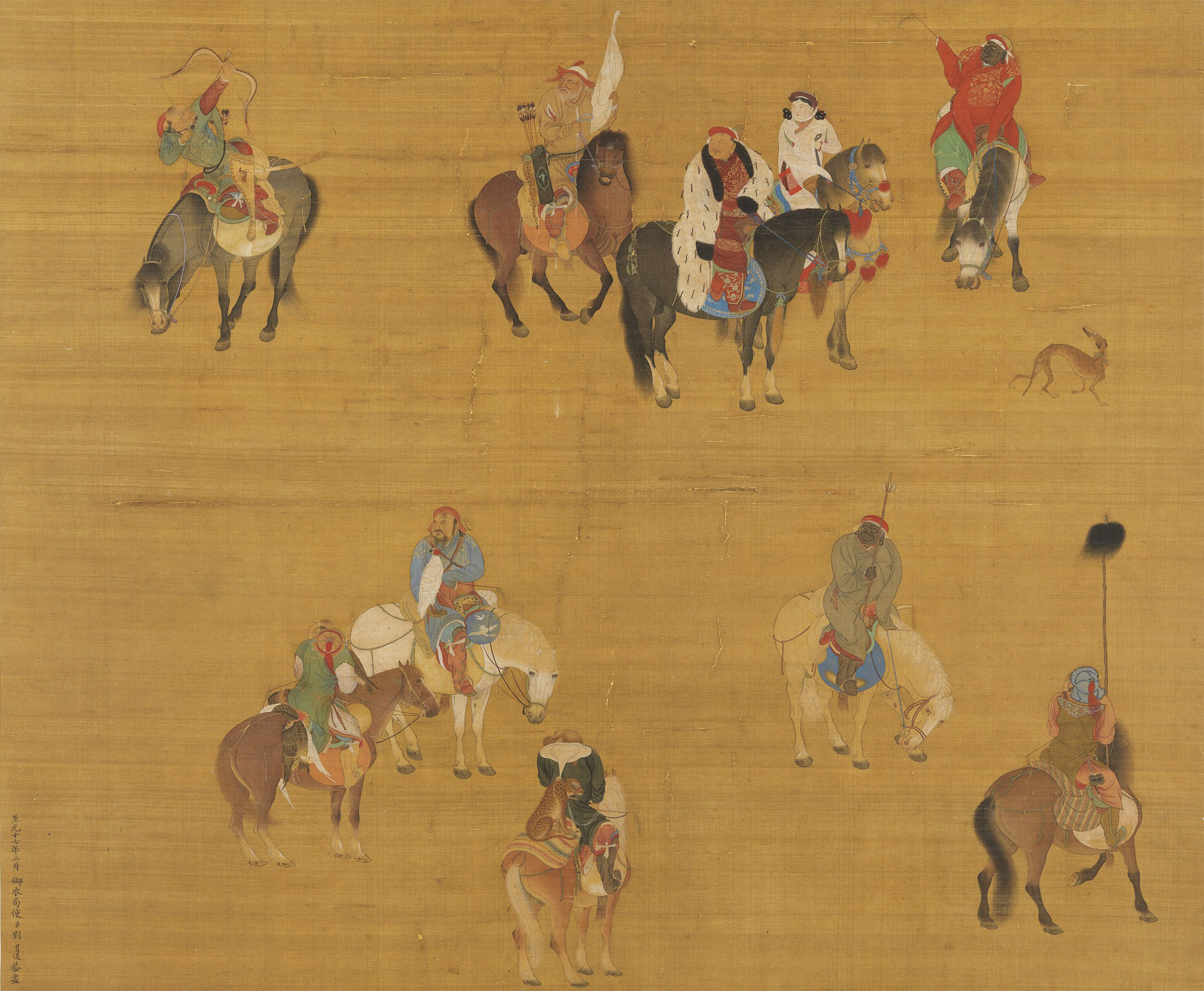
Pintura mostrando Kublai Khan numa expedição de caça, do artista da corte chinesa Liu Guandao, c. 1280

A família imperial Song se rendeu aos Yuans em 1276, tornando os mongóis os primeiros não chineses a conquistar toda a China. Três anos mais tarde, marinheiros Yuans esmagaram os últimos resistentes Song. A imperatriz donatária Song e seu neto, Zhao Xian, foram relocados para Cambalique, onde receberam propriedades isentas de impostos. A esposa de Kublai, Chabi, especialmente, interessou-se pelo seu bem-estar. Kublai, no entanto, enviou mais tarde Zhao a Zhangye, para se tornar um monge.
Kublai conseguiu construir um império poderoso, criando uma academia, escritórios, portos comerciais e canais, além de patrocinar as artes e a ciência. Os registros dos mongóis listam 20.166 escolas públicas criadas durante seu reinado. Conseguindo domínio real ou nominal sobre boa parte da Eurásia, e tendo conquistado com sucesso a China, Kublai estava numa posição confortável para olhar adiante daquele território. No entanto, as invasões custosas da Birmânia, Aname, Sacalina e Champa conseguiram apenas obter a vassalagem destas nações. As invasões mongóis do Japão, entre 1274 e 1280, e de Java, em 1293, não foram bem-sucedidas. Ao mesmo tempo seu sobrinho, o ilcã Abaca, tentou formar uma 'grande aliança' entre os mongóis e os europeus ocidentais, para derrotar os mamelucos na Síria e no Norte da África, que invadiam constantemente os domínios mongóis. Abaca e seu tio Kublai mantiveram o foco apenas nestas alianças exteriores, e abriram novas rotas comerciais. O grão-cã Kublai jantava com uma grande corte todo dia, e se encontrava constantemente com embaixadores, mercadores estrangeiros, chegando mesmo a oferecer a sua própria conversão ao cristianismo caso a religião fosse provada como correta por 100 sacerdotes.
O filho de Kublai, Nomucã, e seus generais, ocuparam Almalique de 1266 a 1276. Em 1277, um grupo de príncipes da Casa de Gengis, sob o comando do filho de Mangu, Shiregi, se rebelaram e raptaram dois filhos de Kublai, juntamente com seu general Antong. Os rebeldes entregaram-nos a Caidu e Mangu Temir; o último ainda estava aliado a Caidu, que lhe havia proposto uma aliança em 1269, embora também tivesse prometido a Kublai Khan seu apoio militar na proteção contra os partidários de Oguedai. Os exércitos do grão-cã debelaram a revolta e fortaleceram as guarnições Yuans na Mongólia e no Uiguristão. Caidu, no entanto, conseguiu tomar Almalique.

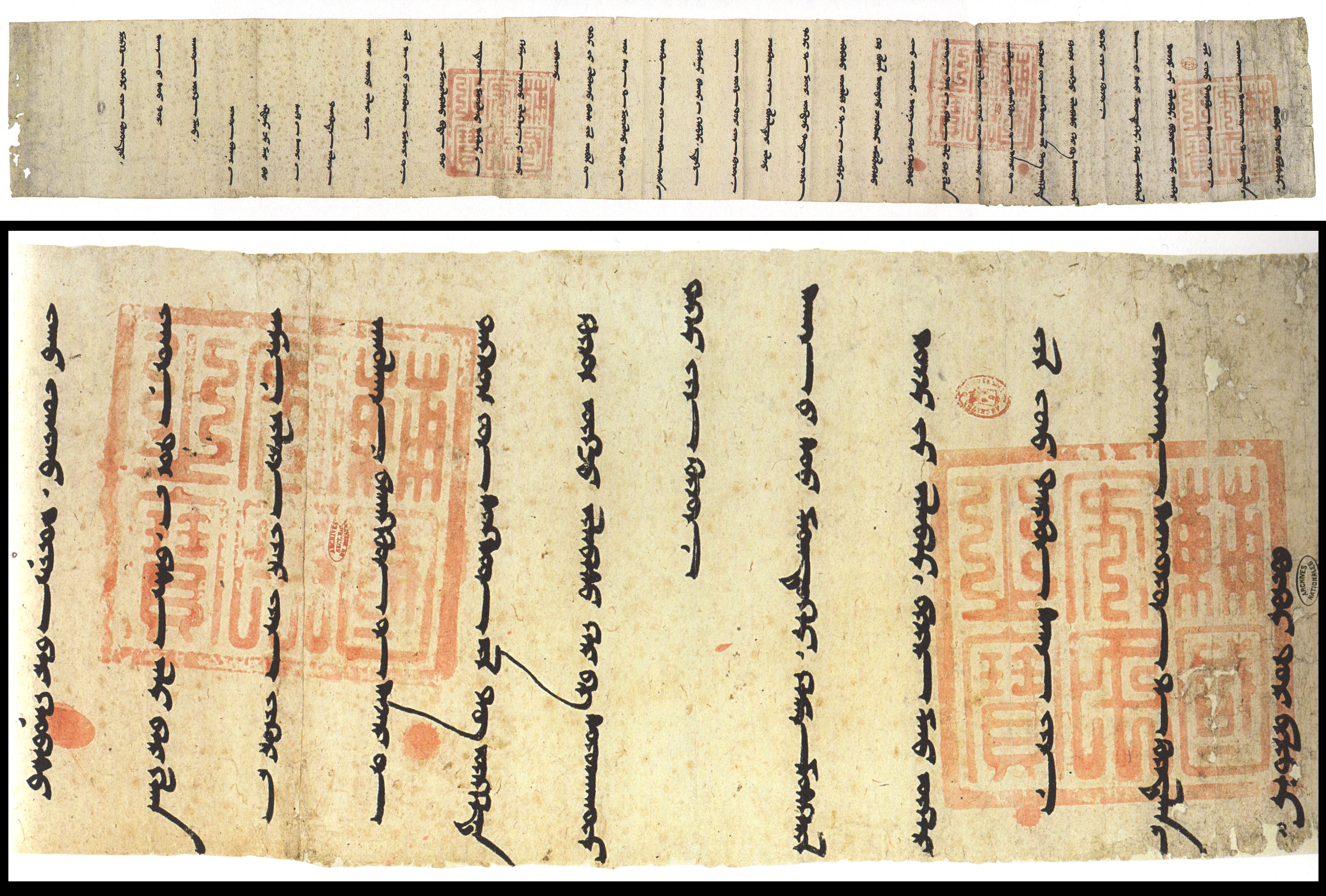
Trecho da carta de Argum a Filipe IV da França, na escrita mongol, de 1289. Arquivos Nacionais da França

Entre 1279 e 1280, Kublai decretou a pena de morte para quem realizasse o sacrifício de gado de acordo com os costumes islâmicos-judaicos, que eram considerados ofensivos aos costumes mongóis. Quando o muçulmano Teguder conquistou o trono do Ilcanato em 1282, tentando estabelecer a paz com os mamelucos, os mongóis de Abaca, agora sob o comando do príncipe Argum, apelaram ao grão-cã. Depois de executar Ahmad, Kublai confirmou a coroação de Argum, e homenageou seu principal comandante, Buga, com o título de chingsang. Uma grande comunidade islâmica, no entanto, havia sido criada na China sob o domínio de Kublai, e estes muçulmanos ainda detinham o poder dentro de sua administração. Apesar da falta de um controle direto sobre os canatos ocidentais, e das rebeliões dos príncipes mongóis, parece que Kublai podia intervir em seus assuntos, já que o filho de Abaca, Argum, escreveu que o grão-cã lhe ordenou que conquistasse o Sultanato Mameluco do Cairo, em sua carta ao Papa Nicolau IV.[carece de fontes?]
A sobrinha de Kublai, Quelmis, que se casou com um general khunggirat da Horda Dourada, tinha poder suficiente para convencer os filhos de Kublai, Nomucã e Coquechu, a serem devolvidos. A corte da Horda Dourada lhes enviou de volta como uma manifestação de paz em relação à dinastia Yuan, em 1282, e convenceu Caidu a libertar o general de Kublai. Conchi, cã da Horda Branca, estabeleceu relações amistosas com os Yuan e o Ilcanato, recebendo presentes luxuosos e grãos de Kublai como recompensa.[carece de fontes?] Apesar dos conflitos políticos entre os diferentes ramos da família pelo cargo de grão-cã, o sistema econômico e comercial que anulava o efeito negativo destas suas disputas continuou em vigor.

## Conquistas e vida política
Kublai obteve seu poder sobre a China primeiramente graças às suas conquistas à frente do exército mongol. Seus hábitos e sua apreciação pela cultura chinesa inicialmente facilitaram o controle sobre o povo conquistado, embora os Songs (que denominavam-se como os "verdadeiros chineses") considerassem o seu domínio um desastre para sua civilização.
Em 1260, com sua posição consolidada no norte, ordenou a construção de sua nova capital, Dadu, sobre as ruínas da antiga cidade de Zhengdu (destruída por Genghis), nos arredores da atual Pequim. A conquista do sul, porém, foi mais demorada, pois os cavaleiros mongóis encontravam dificuldades em operar nas plantações de arroz contra um inimigo mais numeroso e tecnologicamente mais avançado. Com apoio de novas hordas das estepes e breves alianças com reinos ao sul da China (persuadidos pela fama terrível dos mongóis), os Songs foram finalmente derrotados, e a China inteira viu seu primeiro governante estrangeiro desde sua unificação no século III a.C..
Kublai, no entanto, destacava-se de todos os outros líderes mongóis por sua predileção pela administração. Enquanto coordenava exércitos em campanhas ao sul, reorganizava a burocracia chinesa, importando burocratas turcos e persas para cargos públicos, extinguindo os tradicionais concursos que selecionavam jovens chineses para tais cargos. Além disso, isentava os mongóis de impostos e lhes conferia propriedades e direitos sobre rotas comerciais, o que criava uma elite numerosa e que pouco ou nada acrescentava à sociedade e aos cofres públicos.
Kublai procurou estimular a agricultura, mas seus pesados investimentos esbarraram na total inexperiência dos mongóis, tradicionalmente pastores nômades e caçadores, nesta área. Sua política econômica visava a aproveitar as vias de comunicação da China com o exterior para estimular o comércio, mas os benefícios conferidos aos comerciantes estrangeiros eram tantos que o império deixou de lucrar com essa atividade.
A ineficiência de Kublai era vista com maus olhos pelos chineses (agora relegados a posições mais baixas da esfera social, com liberdades restritas), posição agravada por suas práticas religiosas xamanistas que herdara das estepes, e que causava profunda desconfiança na população. Para atenuar a pressão interna, Kublai aplicava medidas imediatistas, como a doação de comida a vítimas de desastres naturais e rápidas campanhas militares contra Estados menores, sobretudo no Sudeste Asiático. Também tentou atenuar o abismo cultural entre chineses e mongóis empregando um monge tibetano para criar um alfabeto que combinasse as escritas chinesa e uigur usada pelos mongóis, mas essa nova combinação jamais teria aceitação popular.
Apesar da rejeição popular, Kublai via-se como um legítimo chinês. Seu palácio em Dadu era opulento, com paredes folheadas a ouro e prata, e numerosos adornos na forma de tradicionais leões e dragões. Kublai considerava-se como um "filho do céu", legítimo governante do "Reino do Meio" designado pelos deuses. A opulência de Kublai Khan e sua corte impressionou o jovem italiano Marco Polo, que foi contratado por Kublai por 17 anos como embaixador do Império e relatou tudo o que vira. As histórias de Marco Polo trouxeram à Europa os relatos mais ricos da nação mais avançada do mundo na época, e são até hoje uma das principais fontes de informação sobre Kublai Khan.
A "significação" de Kublai Khan, ainda formalmente considerado como o grão-cã entre os mongóis, causava inquietação e revolta em vários cantos do imenso Império. Na antiga capital mongol de Caracórum (cidade que Kublai jamais sequer visitara), uma rebelião exigia a eleição de um novo cã, e Kublai viu-se forçado a enviar seus exércitos para reprimir seu próprio povo.

## Declínio no poder
A pressão interna na China, provocada pelo descontentamento dos chineses conquistados, forçou Kublai a procurar em novas conquistas um artifício para desviar sua atenção dos problemas econômicos e expandir sua esfera de influência. Para tanto, empreendeu contínuas campanhas ao sul contra os reinos menores de Champa, Khmer, Java, Birmânia, entre outros. Entretanto, a força da cavalaria mongol, ágil em campo aberto, era quase inútil nas florestas densas das regiões tropicais, causando derrotas embaraçosas contra exércitos mal equipados e menos numerosos.
Kublai olhava para o Japão como uma possível fonte de riquezas, e os japoneses como um povo atrasado, fácil de ser conquistado. Em 1274, Kublai lançou ao mar uma numerosa esquadra de navios chineses e arqueiros mongóis, mas a missão foi um fracasso devido a um tufão que se abateu sobre o Mar do Japão, que os japoneses chamariam de Kamikaze, "Vento Divino", pois os livrara de uma invasão que poderia ter posto seu país sob controle mongol. O tufão também proporcionou ao Japão tempo para a construção de suas defesas. Em 1281, Kublai lançou mais um ataque, e desta vez a marinha japonesa encarregou-se de derrotar os invasores, escravizando e matando milhares de mongóis.
Kublai Khan morreu em 1294, aos 79 anos. Falhou em unir os mongóis sob seu reinado como grão-cã, mas estabeleceu o padrão sociopolítico da China por quase um século. Seus sucessores da Dinastia Yuan, no entanto, eram governantes fracos e pouco interessados na administração do império, além da fatal falta de experiência administrativa dos mongóis, o que permitiu um crescimento na corrupção tanto da elite mongol como dos senhores de terra chineses, desvalorização do papel moeda chinês, a instituição de altos impostos para cobrir os gastos do governo com sua aristocracia e empobrecimento do campesinato. Estes fatores culminaram com um furor nacionalista chinês, resultando numa guerra civil no século seguinte, e em 1368 um exército camponês invadiu a capital Dadu, e o camponês chinês do sul, Zhu Yuanzhang, tornou-se o primeiro imperador da Dinastia Ming.

## Legado

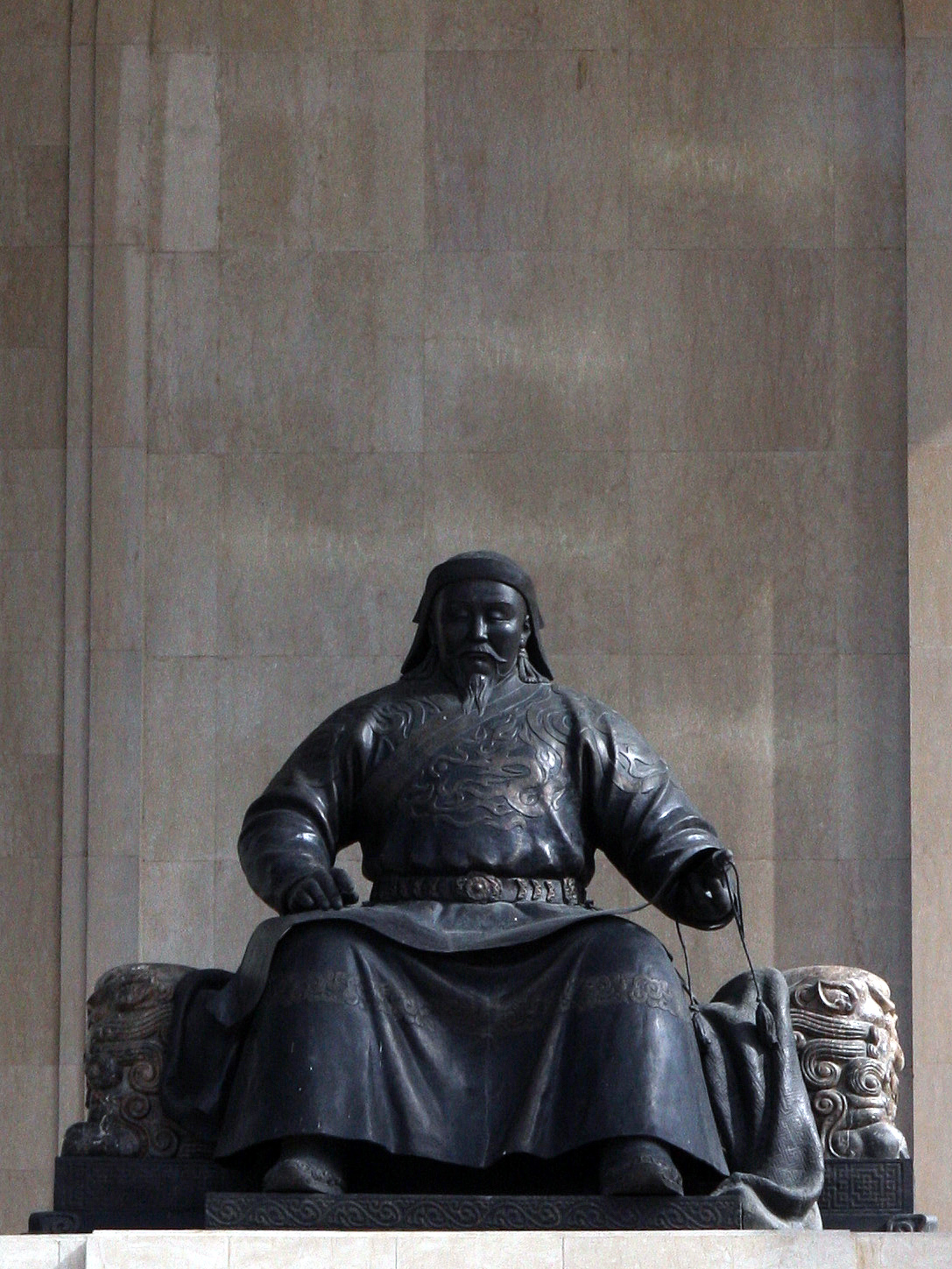
Estátua de Kublai Khan na Praça Sükhbaatar, Ulaanbaatar. Juntamente com as estátuas de Ögedei Khan e as muito maiores de Genghis Khan, forma um complexo de estátuas dedicado ao Império Mongol.

Apesar das desventuras, Kublai ficaria conhecido por feitos notáveis, como a reabertura e reforma das rotas comerciais em direção à China e das vias de comunicação internas (um eficiente sistema de correios, no modelo do antigo Império Aquemênida, com estalagens posicionadas a um dia de cavalgada umas das outras, e milhares de cavalos descansados à disposição dos mensageiros), além da própria reunificação do Império, dividido entre os Jins e os Songs havia mais de três séculos.
A tomada do poder por Kublai em 1260 empurrou o Império Mongol para uma nova direção. Apesar da controvérsia em torno de sua adesão, que acelerou a desunião dos mongóis, a disposição de Kublai de formalizar a identificação do reino governado pelos mongóis como China trouxe o Império Mongol à atenção internacional. As conquistas de Kublai e seus antecessores foram as grandes responsáveis por recriar uma China unificada e militarmente poderosa. O domínio Yuan do Tibete, Manchúria e Mongólia a partir de uma capital na atual Pequim estabeleceu um precedente para a expansão da dinastia Qing na Ásia Interior.

## Ficção
Kublai Khan foi um personagem da obra As Cidades Invisíveis, de Ítalo Calvino, assim como Marco Polo. Igualmente com Marco Polo, foi um personagem com grande participação nos sete episódios do quarto arco Marco Polo da primeira temporada da série de ficção científica Doctor Who. A história foi transmitida originalmente em sete semanas, entre 22 de fevereiro e 4 de abril de 1964 na BBC TV. Apesar de existirem gravações de áudio e ainda fotografias da história, nenhum arquivo deste arco é conhecido por ter sobrevivido. Também é mencionado na animação japonesa Os Cavaleiros do Zodíaco de Masami Kurumada que fez sucesso nos anos 90 e na série "Marco Polo" da Netflix lançada em 2014. Também é um dos protagonistas do seriado de televisão Marco Polo.
Kublai também foi citado na música "Xanadu" do grupo canadense Rush. "To stand within the pleasure dome decreed by Kublai Khan". É retratado como pano de fundo da trama do jogo Uncharted 2: Among Thieves, da Naughty Dog.